# Aston Villa F.C. 2009/2010
Sezon 2009/2010 był 135. w historii Aston Villii, w tym 95. w najwyższej klasie rozgrywkowej w Anglii i 22. z rzędu. Szkoleniowcem klubu był Martin O’Neill. Był to jego czwarty sezon na tym stanowisku po zastąpieniu Davida O’Leary’ego. Sezon 2009/2010 był również drugim z rzędu w europejskich pucharach oraz pierwszym w nowej Lidze Europy.
Do Premier League powróciły Derby Birmingham, ponieważ lokalny rywal Villi, Birmingham City awansował do najwyższej ligi w Anglii. Villa będzie rozgrywała również mecze ligowe z Wolverhampton Wanderers, który również dołączył do Premier League.
W sezonie 2009/2010 w zespole nie występował były kapitan klubu, Gareth Barry, który na początku czerwca 2009 roku przeszedł za 12 milionów funtów do Manchesteru City. Anglik w Villi grał od roku 1997.

## Skład
| Nr | Poz. | Piłkarz                                                              |
| -- | ---- | -------------------------------------------------------------------- |
| 1  | BR   | Brad Friedel                                                         |
| 2  | OB   | Luke Young                                                           |
| 3  | OB   | Wilfred Bouma                                                        |
| 4  | PO   | Steven Sidwell                                                       |
| 5  | OB   | Richard Dunne                                                        |
| 6  | PO   | Stewart Downing                                                      |
| 7  | PO   | Ashley Young                                                         |
| 8  | PO   | James Milner                                                         |
| 9  | NA   | Marlon Harewood (na wypożyczeniu w Newcastle United w czasie sezonu) |
| 10 | NA   | John Carew                                                           |
| 11 | NA   | Gabriel Agbonlahor                                                   |
| 12 | PO   | Marc Albrighton                                                      |
| 14 | NA   | Nathan Delfouneso                                                    |
| 15 | OB   | Curtis Davies                                                        |
| 16 | PO   | Fabian Delph                                                         |
| 17 | PO   | Moustapha Salifou                                                    |
| 18 | NA   | Emile Heskey                                                         |
| 19 | PO   | Stilijan Petrow (kapitan)                                            |
| 20 | PO   | Nigel Reo-Coker                                                      |

| Nr | Poz. | Piłkarz                                                                        |
| -- | ---- | ------------------------------------------------------------------------------ |
| 21 | OB   | Nicky Shorey (na wypożyczeniu w Fulham w czasie sezonu)                        |
| 22 | BR   | Brad Guzan                                                                     |
| 23 | OB   | Habib Beye                                                                     |
| 24 | OB   | Carlos Cuéllar                                                                 |
| 25 | OB   | Stephen Warnock                                                                |
| 26 | PO   | Craig Gardner (w czasie sezonu przeszedł do Birminghamu City)                  |
| 27 | PO   | Isaiah Osbourne (na wypożyczeniu w Middlesbrough w czasie sezonu)              |
| 29 | OB   | James Collins                                                                  |
| 33 | BR   | Andy Marshall                                                                  |
| 42 | NA   | Andreas Weimann                                                                |
| 43 | BR   | Elliot Parish                                                                  |
| 44 | OB   | Eric Lichaj (na wypożyczeniu w Lincoln City i Leyton Orient w czasie sezonu)   |
| 45 | OB   | Shane Lowry (na wypożyczeniu w Plymouth Argyle i Leeds United w czasie sezonu) |
| 46 | PO   | Barry Bannan (na wypożyczeniu w Blackpool w czasie sezonu)                     |
| 47 | OB   | Ciaran Clark                                                                   |
| 48 | OB   | Nathan Baker (na wypożyczeniu w Lincoln City w czasie sezonu)                  |
| 49 | PO   | Chris Herd (na wypożyczeniu w Lincoln City w czasie sezonu)                    |
| 50 | PO   | Jonathan Hogg (na wypożyczeniu w Darlington w czasie sezonu)                   |

## Transfery
Przybyli

| Data            | Pozycja                      | Gracz            | Poprzedni klub     | Kwota transferu (£) |
| 19 czerwca 2009 | pomocnik \| Courtney Cameron | Northampton Town | kwota nieujawniona |                     |
| 26 czerwca 2009 | pomocnik \| Samir Carruthers | Arsenal F.C.     | za darmo           |                     |

Ubyli
| Data             | Pozycja                  | Gracz           | Nowy klub       | Kwota transferu (£) |
| 2 czerwca 2009   | pomocnik \| Gareth Barry | Manchester City | 12 milionów     |                     |
| 23 czerwca 2009* | bramkarz                 | Stuart Taylor   | Manchester City | za darmo            |

*Piłkarz do zespołu oficjalnie dołączył 1 lipca 2009 roku.

## Zmiany strojów
Klub ponownie zrzeknie się z wypłat sponsorskich i na koszulkach będzie miał reklamę szpitala Acorns. Nowy wyjazdowy strój został ujawniony 24 maja 2009 roku i jest zainspirowany przez reprezentację Anglii. Połowa koszulki jest biała, druga połowa natomiast szara, znajdują się na nim również wąskie paski, z granatowym akcentem. Stworzony on został w hołdzie 67 graczy Villi, który grali w reprezentacji w czasie gry w klubie. Strój wyjazdowy noszony w poprzednim sezonie, w kolorze niebieskim i czarnym stał się natomiast trzecim kompletem strojów. Jak dotąd nie ma oficjalnych oświadczeń dotyczących nowego stroju domowego.

## Mecze

### Przedsezonowe
| Data       | Przeciwnik          | Obiekt                       | Rezultat | Frekwencja | Strzelcy                 |
| ---------- | ------------------- | ---------------------------- | -------- | ---------- | ------------------------ |
| 18/07/2009 | Peterborough United | London Road Stadium          | 3:0      |            | Weimann, Davies, Sidwell |
| 21/07/2009 | Colchester United   | Colchester Community Stadium | 2:2      |            | Sidwell, McGurk          |
| 04/08/2009 | Oxford United       | Kassam Stadium               | 0:2      |            |                          |
| 08/08/2009 | ACF Fiorentina      | Villa Park                   | 1:0      |            | Heskey                   |

### Peace Cup
| Data                                                        | Runda    | Przeciwnik    | Obiekt                      | Rezultat | Frekwencja | Strzelcy                                  |
| ----------------------------------------------------------- | -------- | ------------- | --------------------------- | -------- | ---------- | ----------------------------------------- |
| 25/07/2009                                                  | Grupa C  | Málaga CF     | Estadio La Rosaleda         | 0:1      |            |                                           |
| 29/07/2009                                                  | Grupa C  | Atlante       | Estadio La Rosaleda         | 3:1      |            | Albrighton, Carew, A. Young               |
| 31/07/2009                                                  | Półfinał | FC Porto      | Estadio La Rosaleda         | 2–1      |            | Heskey, Sidwell                           |
| 02/08/2009                                                  | Finał    | Juventus F.C. | Estadio Olímpico de Sevilla | 0:0      |            | (Karne: Bannan, Lowry, A. Young, Cuéllar) |
| 0:0 po dogrywce – Aston Villa wygrała 4:3 w rzutach karnych |          |               |                             |          |            |                                           |

### Premier League
| Data       | Przeciwnik              | Obiekt            | Rezultat | Frekwencja | Strzelcy                                 |
| ---------- | ----------------------- | ----------------- | -------- | ---------- | ---------------------------------------- |
| 15/08/2009 | Wigan Athletic          | Villa Park        | 1:2      | 35 578     |                                          |
| 24/08/2009 | Liverpool               | Anfield           | 1:1      | 43 667     | Lucas (sam.) Davies A. Young (k.)        |
| 30/08/2009 | Fulham                  | Villa Park        | 1:0      | 32 917     | Paintsil (sam.) Agbonlahor               |
| 13/09/2009 | Birmingham City         | St Andrew's       | 1:0      | 25 196     | Agbonlahor                               |
| 19/09/2009 | Portsmouth              | Villa Park        | 1:0      | 35 979     | Milner (k.) Agbonlahor                   |
| 26/09/2009 | Blackburn Rovers        | Ewood Park        | 1:2      | 25 172     | Agbonlahor                               |
| 05/10/2009 | Manchester City         | Villa Park        | 1:1      | 37 924     | Dunne                                    |
| 17/10/2009 | Chelsea                 | Villa Park        | 1:1      | 39 047     | Dunne Collins                            |
| 24/10/2009 | Wolverhampton Wanderers | Molineux Stadium  | 1:1      | 28 734     | Agbonlahor                               |
| 31/10/2009 | Everton                 | Goodison Park     | 1:1      | 36 648     | Carew                                    |
| 04/11/2009 | West Ham United         | Boleyn Ground     | 1:2      | 30 024     | A. Young                                 |
| 07/11/2009 | Bolton Wanderers        | Villa Park        | 5:1      | 38 101     | A. Young Agbonlahor Carew Milner Cuéllar |
| 21/11/2009 | Burnley                 | Turf Moor         | 1:1      | 21 179     | Heskey                                   |
| 28/11/2009 | Tottenham Hotspur       | Villa Park        | 1:1      | 39 866     | Agbonlahor                               |
| 05/12/2009 | Hull City               | Villa Park        | 1:0      | 39 748     | Dunne Milner Carew (k.)                  |
| 12/12/2009 | Manchester United       | Old Trafford      | 1:0      | 75 130     | Agbonlahor                               |
| 15/12/2009 | Sunderland              | Stadium of Light  | 1:0      | 34 821     | Heskey Milner                            |
| 19/12/2009 | Stoke City              | Villa Park        | 1:0      | 35 852     | Carew                                    |
| 27/12/2009 | Arsenal                 | Emirates Stadium  | 1:3      | 60 056     |                                          |
| 29/12/2009 | Liverpool               | Villa Park        | 1:1      | 42 788     |                                          |
| 17/01/2010 | West Ham United         | Villa Park        | 1:0      | 35 646     |                                          |
| 27/01/2010 | Arsenal                 | Villa Park        | 1:0      | 39 601     |                                          |
| 30/01/2010 | Fulham                  | Craven Cottage    | 1:0      | 25 408     | Agbonlahor (2)                           |
| 06/02/2010 | Tottenham Hotspur       | White Hart Lane   | 1:0      | 35 899     |                                          |
| 10/02/2010 | Manchester United       | Villa Park        | 1:1      | 42 788     | Cuéllar                                  |
| 21/02/2010 | Burnley                 | Villa Park        | 5:2      | 38 709     | A. Young Downing (2) Heskey Agbonlahor   |
| 13/03/2010 | Stoke City              | Britannia Stadium | 1:0      | 27 598     |                                          |
| 16/03/2010 | Wigan Athletic          | DW Stadium        | 1:1      | 16 186     | McCarthy (sam.) Milner                   |
| 20/03/2010 | Wolverhampton Wanderers | Villa Park        | 1:2      | 37 562     | Carew (2)                                |
| 24/03/2010 | Sunderland              | Villa Park        | 1:1      | 37 473     | Carew                                    |
| 27/03/2010 | Chelsea                 | Stamford Bridge   | 1:7      | 41 825     | Carew                                    |
| 03/04/2010 | Bolton Wanderers        | Reebok Stadium    | 1:0      | 22 000     | A. Young                                 |
| 15/04/2010 | Everton                 | Villa Park        | 1:2      | 38 729     | Agbonlahor Jagielka (sam.)               |
| 18/04/2010 | Portsmouth              | Fratton Park      | 1:1      | 16 523     | Carew Delfouneso                         |
| 21/04/2010 | Hull City               | KC Stadium        | 1:0      | 23 842     | Agbonlahor Milner (k.)                   |
| 25/04/2010 | Birmingham City         | Villa Park        | 1:0      | 42 788     | Milner (k.)                              |

### Puchar Anglii
| Data       | Przeciwnik | Obiekt                   | Rezultat         | Frekwencja | Strzelcy |                                 |
| ---------- | ---------- | ------------------------ | ---------------- | ---------- | -------- | ------------------------------- |
| 02/01/2010 | 3. runda   | Blackburn Rovers         | Villa Park       | 3:1        | 25 453   | Delfouneso, Cuéllar, Carew (k.) |
| 23/01/2010 | 4. runda   | Brighton and Hove Albion | Villa Park       | 3:2        | 39 725   | Delfouneso, A. Young, Delph     |
| 14/02/2010 | 5. runda   | Crystal Palace           | Selhurst Park    | 2–2        | 20 486   | Collins, Petrow                 |
| 24/02/2010 | 5. runda   | Crystal Palace           | Villa Park       | 3:1        | 31 874   | Agbonlahor, Carew (k. 2)        |
| 07/03/2010 | 6. runda   | Reading                  | Madejski Stadium | 4:2        | 23 175   | A. Young, Carew (3, 1 k.)       |
| 10/04/2010 | Półfinał   | Chelsea                  | Stadion Wembley  | 0:3        | 85 472   |                                 |

### Puchar Ligi
| Data                                                  | Runda    | Przeciwnik        | Obiekt           | Rezultat | Frekwencja | Strzelcy                                                           |
| ----------------------------------------------------- | -------- | ----------------- | ---------------- | -------- | ---------- | ------------------------------------------------------------------ |
| 23/09/2009                                            | 3. runda | Cardiff City      | Villa Park       | 1:0      | 22 527     | Agbonlahor                                                         |
| 27/10/2009                                            | 4. runda | Sunderland        | Stadium of Light | 0:0      | 27 666     | (Karne: Carew, Collins, A. Young)                                  |
| 0 – 0 po dogrywce – Aston Villa wygrała 3:1 w karnych |          |                   |                  |          |            |                                                                    |
| 01/12/2009                                            | 5. runda | Portsmouth        | Fratton Park     | 4:2      | 17 034     | Milner, Heskey, Downing, A. Young                                  |
| 14/01/2010                                            | Półfinał | Blackburn Rovers  | Ewood Park       | 1:0      | 18,595     | Milner                                                             |
| 20/01/2010                                            | Półfinał | Blackburn Rovers  | Villa Park       | 6:4      | 40 406     | Warnock, Milner (k.), N’Zonzi (sam.), Agbonlahor, Heskey, A. Young |
| Aston Villa wygrała 7:4 w dwumeczu                    |          |                   |                  |          |            |                                                                    |
| 28/02/2010                                            | Finał    | Manchester United | Stadion Wembley  | 1:2      | 88 596     | Milner (k.)                                                        |

### Liga Europy
| Data                                                        | Runda    | Przeciwnik   | Obiekt                  | Rezultat | Frekwencja | Strzelcy           |
| ----------------------------------------------------------- | -------- | ------------ | ----------------------- | -------- | ---------- | ------------------ |
| 20/08/2009                                                  | play-off | Rapid Wiedeń | Gerhard Hanappi Stadion | 0:1      | 17 600     |                    |
| 27/08/2009                                                  | play-off | Rapid Wiedeń | Villa Park              | 2:1      | 22 563     | Milner (k.), Carew |
| 2:2 w dwumeczu, Rapid awansował dzięki bramkom na wyjeździe |          |              |                         |          |            |                    |